# أزغنغان
أزغنغان هي مدينة مغربية شمال شرق البلاد. تقع بلدة أزغنغان بإقليم الناظور في الريف شمال المملكة المغربية. توجد أزغنغان على بعد 7 كيلومترات غرب مدينة الناظور، تبلغ مساحتها 508 هكتار وسكانها 20.181 (إحصائيات 2004) وساكنتها تتكلم اللغة الأمازيغية لهجة ثاقرعشت Taqeřɛect.
تعتبر مدينة أزغنغان الطرف الآخر من محور الناظور – أزغنغان المعروف بحركته ونشاطه الدائم وكذا بنموه العمراني المتزايد. وتعتبر نقطة وصل بين العديد من الجماعات القروية المجاورة التي جعلت من مدينة أزغنغان مركزها الحضري الذي تتوافد عليه بكثافة وباستمرار. عتد الدخول إلى أزغنغان من منافذها الثلاثة: شرقا من مدينة الناظور غربا من مدينة سلوان وشمالا من أيت سيدال ودار الكبداني تترائ إلى الأعين مناظرها الخلابة. حيث توجد المدينة في حضن مرتفعات جبلية تعلوها أشجار باسقة أهمها مرتفعات أزروهمار التي تضفي على المدينة جمالية رائعة وتتوسط المدينة حديقة مشابهة لحدائق الأندلس.لعشاق المياه العذبة تتواجد بالمدينة عين يتوافدوا عليها الناس من جميع أنحاء الإقليم، هذه العين عين إسكاجا التي يرجع إليها الفضل في تنشيط فلاحة صغيرة شمال المدينة أضفت إلى المدينة رونقا منقطع النظير. وقد اشتهرت المدينة بجهادها ضد الاستعمار الإسباني حيث كانت نواة مهمة للجهاد هذا الأخير شمال المغرب. وقد قاد ابنها المجاهد الشريف محمد أمزيان أزيد من 100 معركة ضد المستعمر الإسباني حتى استشهد في 15 مايو 1912. وقد ذكرها (المدينة) الرحالة المغربي ابن بطوطة في رحلاته حيث بات فيها عند قدومه من تلمسان بالجزائر الحالية.